# Fruitmuur, Poeldijkseweg bij 34
De Fruitmuur, Poeldijkseweg bij 34 was een fruitmuur uit omstreeks 1900 in Kwintsheul, gemeente Westland. De monumentale muur is afgebroken in maart 2021.
De muur aan de Poeldijkseweg bij 34 was ongeveer 2 meter hoog en bestond uit twee delen van ongeveer 50 meter. De muur was gebouwd van rode bakstenen, had rechthoekige steunberen en daartussen waren nissen. De steunberen ware afgedekt met platen en het noordelijke deel met oud-Hollandse pannen. 
Voor de sloop liep de muur langs de Poeldijkse weg, N464 en het noordelijke deel liep door om de hoek. De muur werd onderbroken door een inrit naar een achter de muur gelegen woonhuis en bedrijf. Oorspronkelijk behoorde de muur tot een complex kniekassen die in de loop der tijd door een warenhuis vervangen zijn. De fruitmuur beschermde fruitbomen tegen een straffe noordenwind. Daarnaast hield de muur warmte van de zon vast wat ten goede kwam aan de oogst. Tot de Tweede Wereldoorlog stonden nog veel fruitmuren in de Westlandse regio. Ooit heeft er 600 kilometer aan fruitmuur in Westland gestaan. Na de oorlog verdwenen de meeste om plaats te maken voor warenhuizen. In 2019 stond in Westland nog zo'n 400 meter fruitmuur overeind.
Na een lekkage van een waterleiding is de muur scheef komen te staan. Ter voorkoming dat de muur zou omvallen op het naastgelegen fietspad was het gestut met stalen pennen, houten schotten en betonnen blokken. Meer dan vijftien jaar werd door de politiek over de toekomst van de muur gediscussieerd. Restauratie van de muur, door het rechtzetten van de muur, was onderzocht maar dat bleek technisch moeilijk haalbaar en vond de politiek met 1 miljoen euro te prijzig. Uit cultuur-historisch oogpunt wilde de gemeente Westland de muur wel behouden. Daarom heeft op 8 december 2020 een meerderheid van de Westlandse gemeenteraad gekozen voor renovatie van de muur wat betekent dat deze wordt afgebroken en opnieuw wordt opgebouwd met een nieuwe fundering. In maart 2021 is de muur afgebroken.